# Davit Harutyunyan
Davit Harutyunyan (en arménien Դավիթ Էդոնիսի Հարությունյան), né le 5 mars 1963 à Erevan, est un homme politique arménien qui a été vice-ministre de la Justice de 1997 à 1998 et ministre de la Justice de 1998 à 2007. Il a été élu pour la première fois au Parlement arménien en 1995.

## Biographie
Davit Harutyunyan est né le 5 mars 1963 à Erevan.
En 2006, le magazine Forbes l'a classé comme la dixième personne la plus riche d'Arménie.